# Oleșnîk, Vînohradiv
Oleșnîk (în ucraineană Олешник) este o comună în raionul Vînohradiv, regiunea Transcarpatia, Ucraina, formată numai din satul de reședință.

## Demografie
Componența lingvistică a comunei Oleșnîk
     Ucraineană (98,79%)
     Alte limbi (1,19%)
Conform recensământului din 2001, majoritatea populației comunei Oleșnîk era vorbitoare de ucraineană (98,79%), existând în minoritate și vorbitori de alte limbi.